# Harald Hasselbach
Harald Hasselbach (Ámsterdam, Países Bajos; 22 de septiembre de 1967-23 de noviembre de 2023) fue un jugador de fútbol americano neerlandés que jugó siete temporadas en la NFL con los Denver Broncos en la posición de defensive end y ganó dos títulos de Super Bowl.

## Carrera
A nivel universitario jugó cinco años con los Washington Huskies, siendo el suplente de Dennis Brown y Steve Emtman, por lo que solo jugó cuatro partidos, donde en uno de ellos tackleó a Emmitt Smith. Había sido seleccionado en el Draft de la NFL de 1990 por los Philadelphia Eagles, pero ya estaba jugando a nivel profesional con los Calgary Stampeders de la CFL. Estuvo cuatro años en la CFL (con dos selecciones al juego de estrellas) antes de que 14 equipos de la NFL iniciaran una guerra por sus servicios. La guerra la terminarían ganando los Denver Broncos con los que terminaría jugando siete temporadas, consiguió 154 tackleadas (14 capturas), 29 partidos como titular incluyendo el Super Bowl XXXIII.
Nunca se perdió un partido en sus siete años de carrera con Denver. Eso incluye nueve partidos de playoff, tres de ellos como titular, ayudando a Denver a ganar dos Super Bowl de manera consecutiva, incluyendo dos tackleadas ante los Atlanta Falcons. Fue uno de los últimos 10 jugadores que estuvieron con el equipo que ganó la Grey Cup y el Super Bowl. En 2016 fue introducido al British Columbia Football Hall of Fame. También fue entrenador de defensive line en Regis Jesuit High School antes de morir.

## Vida personal y muerte
Era hijo de padre holandés y madre surinamesa, y al ser su padre ingeniero agrónomo pasaron cambiando de país frecuentemente. Su hermano mayor Ernst-Paul (1965–2008) fue presentador de televisión.
Hasselbach murió de adenocarcinoma mucinoso el 23 de noviembre de 2023 a los 56 años. Le sobreviven su esposa Aundrea, sus hijos Ashlee, Terran, Aven y Kian y sus cuatro nietos.